# Ivan Radovanović
Ivan Radovanović (Servisch: Иван Радовановић) (Belgrado, 29 augustus 1988) is een Servisch voormalig voetballer die doorgaans speelde als middenvelder. Tussen 2006 en 2023 was hij actief voor Partizan, Smederevo, Atalanta Bergamo, Pisa, Bologna, Novara, Chievo Verona, Genoa en Jedinstvo Ub. Radovanović maakte in 2010 zijn debuut in het Servisch voetbalelftal en kwam uiteindelijk tot tien interlandoptredens.

## Clubcarrière
Radovanović begon zijn loopbaan als betaald voetballer in de jeugd van Partizan. Dat verhuurde hem in 2007 aan Smederevo. Daar maakte hij genoeg indruk in dertien wedstrijden om het Italiaanse Atalanta Bergamo te overtuigen hem aan te kopen. In januari 2008 kwam het tot een transfer. In zijn eerste seizoen in dienst van Atalanta werd hij verhuurd aan Pisa. Later werd hij ook nog hele seizoenen verhuurd aan Bologna en Novara. Voor Atalanta zelf speelde hij dertig competitiewedstrijden in de vijfenhalf seizoenen dat hij er onder contract stond.
Zijn periode in Bergamo kwam tot een einde in de zomer van 2013, toen hij verkaste naar Chievo Verona. Zijn verbintenis bij deze club werd in 2016 verlengd tot 2019. Een jaar later kwamen daar nog drie seizoenen bij. Radovanović verkaste in januari 2019 voor circa vier miljoen euro naar Genoa, waar hij zijn handtekening zette onder een verbintenis voor de duur van tweeënhalf jaar. Drie jaar na zijn komst stapte hij transfervrij over naar Salernitana. Hier vertrok hij in februari 2023. In de zomer van dat jaar tekende Radovanović voor Jedinstvo Ub. Eind 2023 besloot Radovanović op vijfendertigjarige leeftijd een punt te zetten achter zijn actieve loopbaan.

## Clubstatistieken
| Seizoen | Club             | Competitie | Competitie | Competitie | Beker | Beker | Internationaal | Internationaal | Totaal | Totaal |
| Seizoen | Club             | Competitie | Wed.       | Dlp.       | Wed.  | Dlp.  | Wed.           | Dlp.           | Wed.   | Dlp.   |
| ------- | ---------------- | ---------- | ---------- | ---------- | ----- | ----- | -------------- | -------------- | ------ | ------ |
| 2006/07 | Partizan         | Superliga  | 0          | 0          | 0     | 0     | —              | —              | 0      | 0      |
| 2007/08 | → Smederevo      | Superliga  | 13         | 0          | 0     | 0     | —              | —              | 13     | 0      |
| 2007/08 | Atalanta Bergamo | Serie A    | 0          | 0          | 0     | 0     | —              | —              | 0      | 0      |
| 2008/09 | → Pisa           | Serie B    | 22         | 0          | 0     | 0     | —              | —              | 22     | 0      |
| 2009/10 | Atalanta Bergamo | Serie A    | 12         | 0          | 1     | 0     | —              | —              | 13     | 0      |
| 2010/11 | Atalanta Bergamo | Serie B    | 2          | 0          | 1     | 0     | —              | —              | 3      | 0      |
| 2010/11 | → Bologna        | Serie A    | 10         | 0          | 2     | 1     | —              | —              | 12     | 1      |
| 2011/12 | → Novara         | Serie A    | 28         | 1          | 2     | 1     | —              | —              | 30     | 2      |
| 2012/13 | Atalanta Bergamo | Serie A    | 16         | 0          | 1     | 0     | —              | —              | 17     | 0      |
| 2013/14 | Chievo Verona    | Serie A    | 33         | 0          | 2     | 1     | —              | —              | 35     | 1      |
| 2014/15 | Chievo Verona    | Serie A    | 31         | 1          | 0     | 0     | —              | —              | 31     | 1      |
| 2015/16 | Chievo Verona    | Serie A    | 26         | 0          | 1     | 0     | —              | —              | 27     | 0      |
| 2016/17 | Chievo Verona    | Serie A    | 26         | 0          | 2     | 0     | —              | —              | 28     | 0      |
| 2017/18 | Chievo Verona    | Serie A    | 35         | 1          | 1     | 0     | —              | —              | 36     | 1      |
| 2018/19 | Chievo Verona    | Serie A    | 19         | 0          | 1     | 0     | —              | —              | 20     | 0      |
| 2018/19 | Genoa            | Serie A    | 16         | 0          | 0     | 0     | —              | —              | 16     | 0      |
| 2019/20 | Genoa            | Serie A    | 19         | 0          | 3     | 0     | —              | —              | 22     | 0      |
| 2020/21 | Genoa            | Serie A    | 33         | 0          | 2     | 0     | —              | —              | 35     | 0      |
| 2021/22 | Genoa            | Serie A    | 0          | 0          | 0     | 0     | —              | —              | 0      | 0      |
| 2021/22 | Salernitana      | Serie A    | 14         | 1          | 0     | 0     | —              | —              | 14     | 1      |
| 2022/23 | Salernitana      | Serie A    | 10         | 0          | 0     | 0     | —              | —              | 10     | 0      |
| 2023/24 | Jedinstvo Ub     | Prva Liga  | 20         | 0          | 0     | 0     | —              | —              | 20     | 0      |
| Totaal  | Totaal           | Totaal     | 375        | 4          | 19    | 3     | 0              | 0              | 394    | 7      |

## Interlandcarrière
Zijn eerste wedstrijd in het Servisch voetbalelftal speelde Radovanović op 17 november 2010, toen met 0–1 gewonnen van Bulgarije door een treffer van Nikola Žigić. De middenvelder mocht van bondscoach Vladimir Petrović in de rust invallen voor Radosav Petrović. De andere debutanten dit duel waren Bojan Jorgačević (AA Gent), Adem Ljajić (Fiorentina), Marko Mirić (Spartak Zlatibor Voda) en Veseljko Trivunović (OFK Belgrado). Na deze interland duurde het anderhalf jaar voor hij opnieuw in actie kwam; in 2012 en 2013 kwam hij nog tot negen interlandoptredens.
| Interlands van Ivan Radovanović voor Servië | Interlands van Ivan Radovanović voor Servië | Interlands van Ivan Radovanović voor Servië | Interlands van Ivan Radovanović voor Servië | Interlands van Ivan Radovanović voor Servië | Interlands van Ivan Radovanović voor Servië |
| №                                           | Datum                                       | Wedstrijd                                   | Uitslag                                     | Competitie                                  | Goals                                       |
| Als speler van Bologna                      | Als speler van Bologna                      | Als speler van Bologna                      | Als speler van Bologna                      | Als speler van Bologna                      | Als speler van Bologna                      |
| ------------------------------------------- | ------------------------------------------- | ------------------------------------------- | ------------------------------------------- | ------------------------------------------- | ------------------------------------------- |
| 1                                           | 17 november 2010                            | Bulgarije – Servië                          | 0 – 1                                       | Vriendschappelijk                           |                                             |
| Als speler van Novara                       |                                             |                                             |                                             |                                             |                                             |
| 2                                           | 26 mei 2012                                 | Servië – Spanje                             | 0 – 2                                       | Vriendschappelijk                           |                                             |
| 3                                           | 31 mei 2012                                 | Frankrijk – Servië                          | 2 – 0                                       | Vriendschappelijk                           |                                             |
| Als speler van Atalanta Bergamo             |                                             |                                             |                                             |                                             |                                             |
| 4                                           | 14 november 2012                            | Chili – Servië                              | 1 – 3                                       | Vriendschappelijk                           |                                             |
| 5                                           | 6 februari 2013                             | Cyprus – Servië                             | 1 – 3                                       | Vriendschappelijk                           |                                             |
| 6                                           | 22 maart 2013                               | Kroatië – Servië                            | 2 – 0                                       | WK 2014 kwalificatie                        |                                             |
| Als speler van Chievo Verona                |                                             |                                             |                                             |                                             |                                             |
| 7                                           | 14 augustus 2013                            | Colombia – Servië                           | 1 – 0                                       | Vriendschappelijk                           |                                             |
| 8                                           | 10 september 2013                           | Wales – Servië                              | 0 – 3                                       | WK 2014 kwalificatie                        |                                             |
| 9                                           | 11 oktober 2013                             | Servië – Japan                              | 2 – 0                                       | Vriendschappelijk                           |                                             |
| 10                                          | 15 november 2013                            | Rusland – Servië                            | 1 – 1                                       | Vriendschappelijk                           |                                             |